# Refugi de les Gavarres
El  Refugi de les Gavarres és un jaciment arqueològic de Cassà de la Selva (Gironès), inclòs a l'Inventari del Patrimoni Arqueològic i Paleontològic de Catalunya.
Es troba en uns terrenys erms i planers a tocar el camí dels Metges i la urbanització dels Refugis de les Gavarres, als primers estreps del massís de les Gavarres. Aquestes restes d'un assentament o campament a l'aire llibre formen els primers vestigis d'una ocupació prehistòrica al terme de l'actual municipi de Cassà.
Fou descobert a mitjan anys noranta del segle xx per Joaquim Llinars, un afeccionat arqueòleg de Llagostera.
L'any 2003 es va visitar el jaciment per catalogar-lo amb motiu de la revisió de la Carta Arqueològica de la comarca de la Selva. En aquesta ocasió es va poder establir dues fases d'ocupació: una primera al Paleolític superior i una segona als neolític, calcolític o l'edat de bronze. S'hi van descobrir diversos elements d'indústria lítica de sílex, que apareixien associats a un petit dipòsit superficial de llims argilosos d'una intensa coloració vermella que van permetre confirmar la localització precisa del jaciment.

## Troballes
S'hi han recollit en superfície artefactes d'una abundant indústria lítica tallada majoritàriament en sílex i que, de manera molt general, està caracteritzada per un fort component laminar i microlític. A part d'alguns nuclis i un lot relativament nombrós d'útils retocats, les ascles, els fragments de talla i les làmines de petita grandària constitueixen el gruix de les col·leccions.
Entre els útils retocats cal destacar rascadores, burins de diversa conformació i complexitat i algunes làmines en dors. El caràcter leptolític del jaciment permet atribuir-lo o bé al Paleolític superior inicial (potser a un estadi evolucionat de l'aurinyacià, comparable en aquest cas als jaciments del mateix període de Llagostera) o bé al Paleolític superior final (magdalenià). Tot i això, el conjunt del material no permet proposar una atribució cronològica o cultural precisa.